# Ботонтано (Мачерата)
Ботонтано (итал. Botontano) насеље је у Италији у округу Мачерата, региону Марке.
Према процени из 2011. у насељу је живело 20 становника. Насеље се налази на надморској висини од 251 м.